# Opération Chopper (raid commando)
 (janvier 2025).
L'opération Chopper est un raid de commando britannique mené par le commando n°1 sur la côte normande de la France occupée pendant la Seconde Guerre mondiale. Le raid avait pour objectifs d'obtenir des renseignements sur les défenses allemandes et faire des prisonniers.
Dans la nuit du 28 septembre 1941, à 1h30, avec Courseulles-sur-Mer comme lieu de débarquement prévu, 24 hommes de la Troupe n°5 du Commando n°1 débarquent par erreur sur la plage de Luc-sur-Mer, en face du poste de commandement allemand local. Ils sont immédiatement détectés et, sous le feu ennemi, ils doivent retourner rapidement à bord de leur péniche de débarquement. Deux hommes ont été tués par les tirs allemands,,.